# Bruno Junqueira
Bruno Junqueira (Belo Horizonte, 4 de noviembre de 1976) es un piloto brasileño de automovilismo. Fue subcampeón en las temporadas 2002, 2003 y 2004 de la CART World Series, quinto en las 500 Millas de Indianápolis de 2001 y 2004, y piloto de pruebas del equipo Williams de Fórmula 1.

## Carrera profesional
Junqueira debutó en karting, donde se coronó campeón mineiro y subcampeón sudamericano y panamericano. En 1994 ascendió a la Fórmula 3 Sudamericana, de la que resultó campeón en 1997. Luego se mudó a Europa a competir en la Fórmula 3000 Internacional. En 1998, empató con otros pilotos en el 14.º lugar como piloto del equipo Draco. En 1999, Junqueira pasó al equipo Petrobras Junior y fue quinto, con una victoria en Hockenheimring y un segundo puesto en Silverstone. Además, fue designado probador del equipo Williams Racing, donde llegó a tener mejores tiempos de vuelta que el segundo piloto del equipo, Alessandro Zanardi. Cuando Zanardi dejó el equipo inglés, Frank Williams escogió a Jenson Button en lugar de Junqueira como titular para la temporada 2000. Junqueira decidió continuar su carrera en la Fórmula 3000 Internacional en ese mismo año. Con cuatro victorias y un segundo puestos en diez fechas, consiguió el campeonato por delante de Nicolas Minassian.
En 2001, sin conseguir butaca en la Fórmula 1, Junqueira se dirigió a Estados Unidos para debutar en la CART por el equipo Ganassi. Ese año fue 16.º y se coronó Novato del Año, con una victoria en Road America y dos cuartos puestos, a la vez que llegó quinto en las 500 millas de Indianápolis de la IndyCar Series. En 2002 ganó en Motegi y Denver y llegó segundo, tercero, cuarto y quinto en dos ocasiones cada una. De esta manera, resultó subcampeón por detrás de un dominante Cristiano da Matta de Newman/Haas. Además obtuvo la pole position de las 500 millas de Indianápolis, pero abandonó en la carrera por una falla de transmisión.

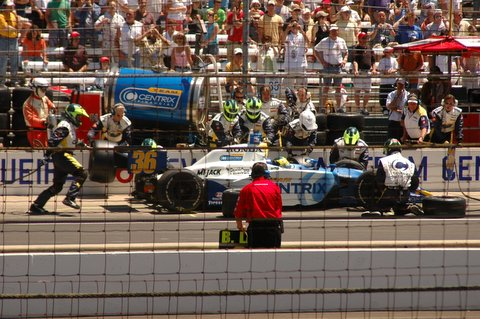
Bruno Junqueira en el IndyCar Series, 2005

Como Da Matta pasó a la Fórmula 1 y Ganassi a la IndyCar, Newham/Haas contrató a Junqueira para pelear el campeonato. Triunfó en Road America y Denver, arribó segundo en tres ocasiones y tercero en cuatro. Sin embargo, las siete victorias de Paul Tracy (del equipo Forsythe) y malos resultados de Junqueira en el tercio final de la temporada le valieron al canadiense el campeonato y al brasileño el subcampeonato. Dos victorias en Montreal y Surfers Paradise y siete segundos lugares en las 14 fechas de 2004 no le bastaron a Junqueira para derrotar a su compañero de equipo, Sébastien Bourdais, y debió contentarse con su tercer subcampeonato consecutivo. Ese año retornó a Indianápolis y llegó quinto.
Junqueira era nuevamente candidato al título 2005 de la Champ Car, con un tercer puesto en Long Beach y una victoria en Monterrey. Sin embargo, un choque durante las durante las 500 millas de Indianápolis le generó fracturas en las vértebras que lo marginaron durante el resto de la temporada. Volvió a competir en 2006, cosechando tres segundos puestos y dos cuartos pero ninguna victoria y terminando quinto en el campeonato. Newman/Haas lo sustituyó por Graham Rahal para 2007 y Junqueira recaló en Dale Coyne. Finalizó séptimo con un segundo puesto y dos terceros como mejores resultados.
Luego de la fusión de la Champ Car y la IndyCar en la temporada 2008, Junqueira acompañó a Dale Coyne en su traspaso a la IndyCar, además de disputó la fecha de despedida en Long Beach. Sus mejores actuaciones fueron un sexto y un séptimo, y quedó 20.º en el campeonato.
En 2009 se quedó sin butaca permanente. Conquest lo contrató para disputar las 500 millas de Indianápolis, y logró clasificó para la carrera, pero le cedió su lugar a su compañero de equipo, Alex Tagliani. Como retribución, Tagliani lo contrató por su equipo, Fazzt, para competir en la edición 2010. El dinero para poder correr llegó a último momento, y dio apenas seis vueltas previo a la carrera. Eso le bastó para clasificar 25.º en Bump Day, pero abandonó en la octava vuelta de carrera. También en 2010, Junqueira participó de la Fórmula Truck en su natal Brasil con Ford.
Junqueira ingresó al equipo Rocketsports de la American Le Mans Series, donde pilotó un Jaguar XK oficial toda la temporada 2011, primero con Cristiano da Matta y luego con amateurs. Logró solamente seis puntos en todo el año por un sexto puesto de la clase GT en Long Beach. También clasificó a las 500 Millas de Indianápolis, pero el dueño de equipo A. J. Foyt decidió darle la butaca a Ryan Hunter-Reay, quien había quedado fuera para Andretti. Más tarde, disputó dos carreras del Stock Car Brasil y una del Campeonato Brasilero de Marcas para el equipo Bassani.
Rocketsports pasó a la clase LMPC de la American Le Mans Series en 2012. Junqueira disputó todas las carreras, logrando una victoria y cuatro podios de clase, de modo que resultó cuarto en el campeonato de pilotos de LMPC. También disputó el Gran Premio de Baltimore de la IndyCar para Sarah Fisher como suplente del lesionado Josef Newgarden. Asimismo, participó en una fecha del Stock Car Brasil para Bassini con un Peugeot 408.
En 2013, Junqueira continuó en el equipo Rocketsports de la ALMS. Venció dos veces, y obtuvo el séptimo puesto en el campeonato de pilotos de LMPC. También disputó las 24 Horas de Daytona de la Grand-Am Rolex Sports Car Series con un Riley-BMW de Sahlen.
Con la creación del nuevo Untied SPortsCar Championship en 2014, Junqueira continuó corriendo en la clase LMPC, ahora en el equipo Rocketsports. Junto a Duncan Ende, fue segundo en si clase en las 1w Horas de Sebring e Indianápolis y tercero en Laguna Seca, pero acumuló cinco abandonos en diez carreras. Por tanto, resultó 12.º en el campeonato de pilotos y noveno en el campeonato de equipos.
En el United SportsCar Championship 2015, el brasileño tuvo de compañero de butaca a Chris Cumming en Rocketsports. Obtuvo dos victorias y dos segundos puestos, pero tuvo cuatro abandonos, quedando así quinto en el campeonato de pilotos de LMPC y tercero en el campeonato de equipos.
| Predecesor: Nick Heidfeld | Campeón de Fórmula 3000 Internacional 2000 | Sucesor: Justin Wilson |

- Datos: Q525191
- Multimedia: Bruno Junqueira / Q525191